# خپیوک (داغستان)
خپیوک (به لاتین: Khpyuk) یک منطقهٔ مسکونی در روسیه است که در داغستان واقع شده‌است.